# James Gorman
James Edward «Jim» Gorman (Bilston, 30 de enero de 1859-San Francisco, 2 de noviembre de 1929) fue un tirador estadounidense que compitió en los Juegos Olímpicos de Londres 1908.
Gorman ganó la medalla de oro en la prueba por equipos en los Juegos Olímpicos de 1908. Fue miembro del equipo estadounidense que ganó el tiro por equipo de 50 yardas con 14 puntos por delante de Bélgica, de la categoría en pistola rápida 25 m por equipos . Los otros en el equipo eran Irving Calkins, Charles Axtell y John Dietz. Hubo siete equipos de cuatro hombres cada uno que participaron en el concurso que se llevó a cabo el 11 de julio de ese mismo año. Gorman tiró 501 puntos que fue el mejor resultado en el equipo norteamericano. En la competición individual, en el tiro de 50 metros, llegó en tercer lugar con 45 puntos.